# Glacis continental
Le glacis continental est une zone sous-marine de la plaine abyssale bombée située au pied du talus continental. Le glacis continental est formé par les sédiments qui descendent avec des vitesses variables le long du talus continental. Le glacis continental peut être particulièrement important au pied des canyons sous-marins qui canalisent l'écoulement des sédiments.